# 이나리 (배우)
이나리(1987년 1월 20일 ~ )는 대한민국의 배우다.

## 학력
- 1993년 ~ 1999년 서울청파초등학교
- 1999년 ~ 2002년 창덕여자중학교
- 2002년 ~ 2005년 창덕여자고등학교
- 2005년 ~ 2009년 중앙대학교 연극영화과 학사

## 출연

### 방송

#### 드라마
- 1994년 MBC 《전원일기》 - 원지숙 역
- 1996년 MBC 《일곱개의 숟가락》 - 송이 역
- 1998년 MBC 《여자 대 여자》
- 1998년 SBS 《은실이》 - 허맹순 역
- 2001년 KBS 2TV 《푸른 안개》 - 윤주희 역
- 2002년 KBS 1TV 《당신 옆이 좋아》 - 한강희 역 (배민희 아역)
- 2004년 SBS 《토지》

#### 시트콤
- 1997년 SBS 《아빠는 시장님》

#### 예능
- 1997년 KBS 2TV 《슈퍼선데이》 - 둥근 해가 떴습니다

### 영화
- 1995년 《닥터 봉》 - 강지나 역
- 1997년 《표류일기》 - 이소연 역
- 2002년 《마리이야기》 - 숙이 목소리 역
- 2005년 《마포크라테스》
- 2006년 《가족의 탄생》 - 분식집 단골 학생 2 역
- 2006년 《짝패》 - 미스 배 역
- 2008년 《모던 보이》 - 여고생 역
- 2008년 《슬리핑 뷰티》 - 잠자는 숲속의 공주 - 수진 역
- 2008년 《피쉬》
- 2011년 《짐승》 - 보라 역
- 2015년 《장수상회》 - 버스 안내 양 / 금님 스탠인 배우 역
- 2017년 《대구에서》
- 2020년 《소리꾼》 - 소릿기생 역
- 2023년 《봉태리》 - 봉희 역

### 공연

#### 연극
- 1999년 《느영나영 풀멍살게》